# Малайска цивета
Малайската цивета още тангалунга (Viverra tangalunga) е вид хищник от семейство Виверови (Viverridae). Видът не е застрашен от изчезване.

## Разпространение и местообитание
Разпространен е в Индонезия (Калимантан, Малуку, Сулавеси и Суматра), Малайзия (Западна Малайзия, Сабах и Саравак), Сингапур и Филипини.
Обитава градски и гористи местности, национални паркове, ливади и плата.

## Описание
На дължина достигат до 65,6 cm, а теглото им е около 7,4 kg.
Продължителността им на живот е около 12 години. Популацията на вида е стабилна.